# Perognathus amplus
Perognathus amplus là một loài động vật có vú trong họ Chuột kangaroo, bộ Gặm nhấm. Loài này được Osgood mô tả năm 1900.